# Boeing 717
Boeing 717 je dvomotorni uskotrupni mlazni avion predviđen za prijevoz do 100 putnika. Dizajniran je u McDonnell Douglas kompaniji kao MD-95 (treća generacija poznatog DC-9. Nakon spajanja ovih kompanija 1997. godine MD-95 je redizajniran i leti pod boeingovom oznakom.
Prva narudžba ovog modela bila je u listopadu 1995. a u redovni servis zrakoplov je ušao u rujnu 1999. Proizvodnja je trajala neprekidno do 2006. (izrađeno je 156 komada) kada i prestaje duga povijest izgradnje aviona nastalih u bivšoj Douglas kompaniji smještenoj u Long Beach, California.

## Razvoj
U ranim 60-im Douglas je dizajnirao DC-9 za kratke dolete kao dopuna njegovog četiri motornog DC-8. Bio je to avion posve novog dizajna s dva Pratt & Whitney JT8D turbofen motora na zadnjem dijelu trupa, malih ali efikasnih krila i T-repom. DC-9 je prvi puta poletio 1965. i iste te godine ušao u redovni servis. Do 1982. kada se DC-9 prestao proizvoditi izrađeno je ukupno 976 aviona.
McDonnell Douglas MD-80 serija uvedena je u redovne letove 1980. godine.  Avion je druga generacija DC-9 a nastao je kao izdužena inačica DC-9-50 s većom maksimalnom težinom uzlijetanja (MTOW), većim spremnicima za gorivo i novom generacijom Pratt Whitney JT8D-200 motorima. Od 1980. do 1999. godine isporučeno je blizu 1.2000 aviona.
MD-90 je razvijen iz MD-80 serije. Razvoj je pokrenut 1989. godine a prvi let bio je u 1993. MD-90 je bio duži, opremljen je s EFIS pilotskom kabinom, tišim i ekonomičnijim V2525-D5 motorima (s mogućnošću nadogradnje na V2528 motore). Ova inačica nije doživjela veći uspjeh i izrađeno je samo 117 zrakoplova.
MD-95 je objavljen 1991. godine kao MD-87-105. Avion je skraćena inačica MD-80 serije sa 105 sjedala. Avion je trebao pokriti tržište nakon prestanka izrade ranijeg DC-9 modela kojem se bližilo 30 godina postojanja. MD-95 nastao je na osnovi DC-9-30. Promijenjeni su i modernizirani sustavi i pilotska kabina te su ugrađeni novi motori.  Zrakoplov također nije doživio veću prodaju. McDonnell Douglasov dugogodišnji kupac SAS izabrao je u ožujku 1995. Boeing 737-600 za svoj avion do 100 sjedala. U listopadu 1995. američka niskotarifna kompanija ValuJet potpisuje narudžbu za 50 MD-95 plus 50 u opciji. Sa samo jednim ili dva pouzdana naručitelja bilo je vrlo optimistično pokrenuti proizvodnju te se pokazalo kako McDonnell Douglas ima problema u prodaji svojih aviona.

## Promjena"brend"imena
Nakon spajanja McDonnell Douglasa i Boeinga u kolovozu 1997. godine, većina industrijskih promatrača očekivala je kako će Boeing odustali od razvoja MD-95. Međutim, Boeing je nastavio razvoj ali pod novim imenom - Boeing 717.  Oznaka 717 je već bila korištena unutar kompanije i odnosila se na KC-135 Stratotanker. 717 je također bio korišten za promicanje prvotnog dizajna o B-720 prije nego što je projekt modificiran prema zahtjevima tržišta. Poznavatelji događanja u Boeingu ističu da je avion za Ratno zrakoplovstvo SAD-a imao oznaku "717-100" a komercijalni linijski putnički avion označen je kao "717-200". Nedostatak rasprostranjenijeg korištenja spomenutih 717 ostavilo je mogućnost uporabe ovog imena umjesto MD-95.
U početku Boeing-717 nije imao veću prodaju od McDonnell Douglasa. Čak i originalna narudžba za 50 aviona nije bila sigurna u tadašnjem američkom zrakoplovnom tržištu radi njegove deregulacije. Na kraju je ValuJet (sada dio AirTran Airways)a, zaključio kako bi flota 717-200 mogla pružiti znatan uspjeh i ostala je pri svojoj narudžbi.
Boeingova odluka za nastavkom 717 polako se počela isplaćivati. Prvi korisnici bili su oduševljeni s pouzdanošću i prihvaćanju od strane putnika, te su počeli naručivati dodatne zrakoplove. Mala australska regionalna aviokompanija Impulse uzla je u dugoročni najam pet 717 početkom u 2000. i s njima proširila usluge na glavnim rutama. Ovaj ambiciozni potez je bio neodrživ u konkurenciji s većom kompanijom te je u svibnju 2001. Qvantas kupio Impulse iako su mu više-manje njegovi avioni bili nepoželjni jer su kvarili učinkovitost njegove flote velikih Boeinga i manjih mlažnjaka BAe 146.
Sposobnosti 717 postale su jasnije već za nekoliko mjeseci. Avion se pokazao prostraniji i brži od BAe 146, jeftiniji za korištenje, s većom pouzdanosti i lakšim opsluživanjem na zemlji. Troškovi održavanja su vrlo niski, npr.: C-provjera (eng.: C check) traje tri dana i obavezna je jednom za svakih 6.000 sati leta. (Za usporedbu DC-9 treba 21 dan za C provjeru.) Novi Rolls-Royce BR715 motori dizajnirani su tako da za promjenu nekog dijela u linijskom dijelu održavanja treba najviše jedan sat. Za trećinu tih dijelova potrebno je samo 15 minuta. Mnogi korisnici 717, uključujući i isprva sumnjičavi Qantas, postali su nakloni ovom avionu. Qantas je kupio više 717, dovodeći njihov broj u floti na 14. Ostale značajnije narudžbe su došle iz Hawaiian Airlinesa i Midwest Airlinesa a avion je aktivno reklamiran i među velikim aviokompanijama kao što su Lufthansa i Northwest.
Boeing je također razmatrao izradu izdužene inačice 717-300 s većim brojem sjedala ali je odlučio pažnju posvetiti novom modelu, plašeći se da bi produžena inačica mogla utjecati na prodaju 737-700. Proizvodnja originalnih 717 je nastavljena jer je Boeing vjerovao kako je unosno tržište za avione od 100 sjedala dovoljno široko za njegove 717 i 737-600 avione. Iako su ovi zrakoplovi slični po veličini, 737-600 je pogodniji za duže rute a 717 je učinkovitiji na kraćim, regionalnim rutama.
Tržište aviona do 100 putnika bilo je pretrpano do 2001. godine kada iz njega ispada par konkurentnih zrakoplova. BAe prestaje proizvoditi Avro RJX (BAe 146 s modernim motorima), Fairchild Dornier se zatvara a Bombardier otkazuje svoj novi BRJ u korist duže inačice CRJ-900 s 90 sjedala. Preostali avioni u ovoj konkurenciji uz Boeing su Airbus A318 i Embraer E-195. Flota kompanija u svijetu je tada bila uglavnom sastavljena od starijih dvomotornih mlažnjaka s relativno visokim troškovima korištenja kao što su DC-9, rani modeli 737, Fokker F100 i nešto noviji četveromotorni BAe 146.
U 2001. Boeing je počeo koristiti pokretnu liniju za sastavljanje 717 i 737 što je znatno smanjilo vrijeme proizvodnje i smanjilo njezin trošak.
Nakon naglog pada zračnog prometa uzrokovanog napadom 11. rujna 2001., Boeing je najavio preispitivanje potrebnog tipa zrakoplova za budućnost ali je nakon puno dogovaranja nastavljeno s postojećom proizvodnjom. Usprkos nedostatku narudžbi, Boeing je za pokrivanje tog dijela tržišta i dalje imao povjerenje u 717. Nakon samo 19 prodanih 717 u 2000. godini, samo 6 u 2001., Boeing je u 2003. zaprimio zahtjev za 32 aviona. U to vrijeme bivša douglasova tvornica u Long Beachu je proizvodila samo 717 i C-17.

### Završetak proizvodnje
Regionalnih mlazni zrakoplovi koje proizvodi Embraer i Bombardier preuzeo je veliki dio tržišta tijekom krize u aviokompanijama nakon 2001. godine. Početak kraja 717 bio je u prosincu 2003. kada je Boeingu propao ugovor vrijedan 2,7 milijarde US$ s Air Canadom, koja je za kupnju izabrala Embraer ERJ i Canadair CRJ.
U siječnju 2005., nakon isporuke svih naručenih aviona, Boeing je najavio kraj proizvodnje 717. Glavna poteškoća sa 717 modelom je njegova razlika od ostalih boeingovih zrakoplova. Trend proizvođača zrakoplova, osobito Airbusa je da svi zraoplovi neke serije imaju slične pilotske kabine i sustave kako bi posade s minimalnim dodatnim školovanjem mogli prelaziti s jednog tipa aviona na drugi. Na taj način bi se posade lakše izmjenjivale, bez obzira na veličinu zrakoplova koji je potreban na određenoj ruti. Airbus je ovu pogodnost počeo koristiti u seriji A320 (uključujući A-318, A-319 i A-321) a Boeing je ovaj pristup imao na seriji B 737 sljedeće generacije 737-600, -700, -800, -900. I Embraer u svojoj novoj E-Jet seriji primjenjuje ovaj koncept, nudeći četiri regionalna zrakoplova u kojima su najveće operativne sposobnosti vrlo blizu onima na 717.
717 nije imao nikakvih istovjetnosti s ostalim zrakoplovima, čak ni sa svojim prethodnicima MD-80 i DC-9. Iako su mu operativnih troškovi 10% niži u odnosu na od npr. A-318, zrakoplovne kompanije ovu uštedu nisu mogle usporediti s onom na ujednačavanju zrakoplova u seriji.
Zadnji, 156. B- 717 izašao je iz proizvodne linije u travnju 2006. Konačna dva zrakoplova su isporučena kupcima AirTran Airways i Midwest Airlines 23. svibnja 2006. godine. 717 je zadnji boeingov komercijalni avion proizveden u pogonu na Long Beachu.

## Dizajn
717 karakterizira dvočlana posada pilotske kabine koja uključuje šest zaslona s tekućim kristalima i naprednim Honeywell VIA 2000 računalom. Ovaj dizajn pilotske kabine nalazi se i na MD-11 a nazvan je zajednički napredni kokpit (eng: Advanced Common Flightdeck (ACF)). Pilotska kabina uključuje i elektronski sustav instrumenata, dvostruki sustav upravljanja, središnji sustav prikaza grešaka i satelitski sustav za pozicioniranje. Zrakoplov ima kategoriju IIIB za automatsko slijetanje (visina odluke ispod 15,24 m (50 fita) za vrijeme loše vanjske vidljivosti. 717 spada u klasu DC-9 i MD-80 aviona i za prijelaz posade potreban je samo 11 dnevni kurs (prema FAA). Mehaničke kontrole u pilotskoj kabini u stvari pokreću fly-by-wire sustav upravljanja komandi koji je zamijenio glomazan sustav prijenosa preko poluga i užadi na DC-9/MD-80 zrakoplovima. Rolls-Royce BR715 motori su potpuno kontrolirani elektroničkim sustavom (eng.: FADEC - Full Authority Digital Engine Control) razvijen od BAE Systemsa a nudi poboljšanu upravljivostsustavima i optimizaciju njegovog rada u odnosu na prethodne motore.
Poput svojih DC-9/MD-80/MD-90 prethodnika i 717 ima 2 +3 razmještaj sjedala u putničkoj kabini. Za razliku od svojih prethodnika 717 nema ugrađene prednje izvlačive stepenice. Kroz smanjenje i pojednostavljenje pomoćne opreme što je to više moguće, cilja se na povećanje efikasnosti goriva. Određene dizajnerske karakteristike su zadržane čak iz vremena DC-8. Na primjer, razmještaj prozora pilotske kabine identičan je onom na DC-8, s centralnim vjetrobranskim staklom, nepokretnim lijevim i desnim vjetrobranskim prozorima iza kojih slijede prozori sa strane koji se mogu otvoriti i na kraju po još jedni stražnji fiksni na svakoj strani. Oba modela 717 imaju i dodatni prozor iznad vjetrobranskih. Krila 717 identična su onima na DC-9-30.

## Usporedba
|                            | 717-200 Osnovna maks. propisana težina | 717-200 Povećana maks. propisana težina |
| Putnici uobičajen raspored | 106 (2 klase) 117 (1 klasa)            | 106 (2 klase) 117 (1 klasa)             |
| Dužina                     | 37,8 m                                 | 37,8 m                                  |
| Raspon krila               | 28,47 m                                | 28,47 m                                 |
| Visina (repni dio)         | 8,92 m                                 | 8,92 m                                  |
| Vanjski promjer kabine     | 3,342 m                                | 3,342 m                                 |
| Unutarnji promjer kabine   | 3,145 m                                | 3,145 m                                 |
| MTOW                       | 49.900 kg                              | 4.900 kg                                |
| Maks. dolet                | 2.645 km                               | 3.815 km                                |
| Brzina krstarenja          | 0,77 Macha (917 km/h)                  | 0,77 Macha (917 km/h)                   |
| Motori (2x)                | Rolls Royce BR715-A1-30                | Rolls Royce BR715-C1-30                 |
| Potisak                    | 82,3 kN                                | 93,4 kN                                 |

## Vanjske poveznice
- boeing.com/commercial/717/
- aircraft-info.net/
- gizmohighway.com/   Arhivirana inačica izvorne stranice od 4. travnja 2009. (Wayback Machine)